# Fontclaireau
Fontclaireau è un comune delegato del comune di Mansle-les-Fontaines, nel dipartimento della Charente, nella regione della Nuova Aquitania. In precedenza comune autonomo, il 1º gennaio 2023 è confluito insieme all'ex comune di Mansle nel nuovo comune di Mansle-les-Fontaines.

## Società

### Evoluzione demografica
Abitanti censiti